# Historia destructionis Troiae

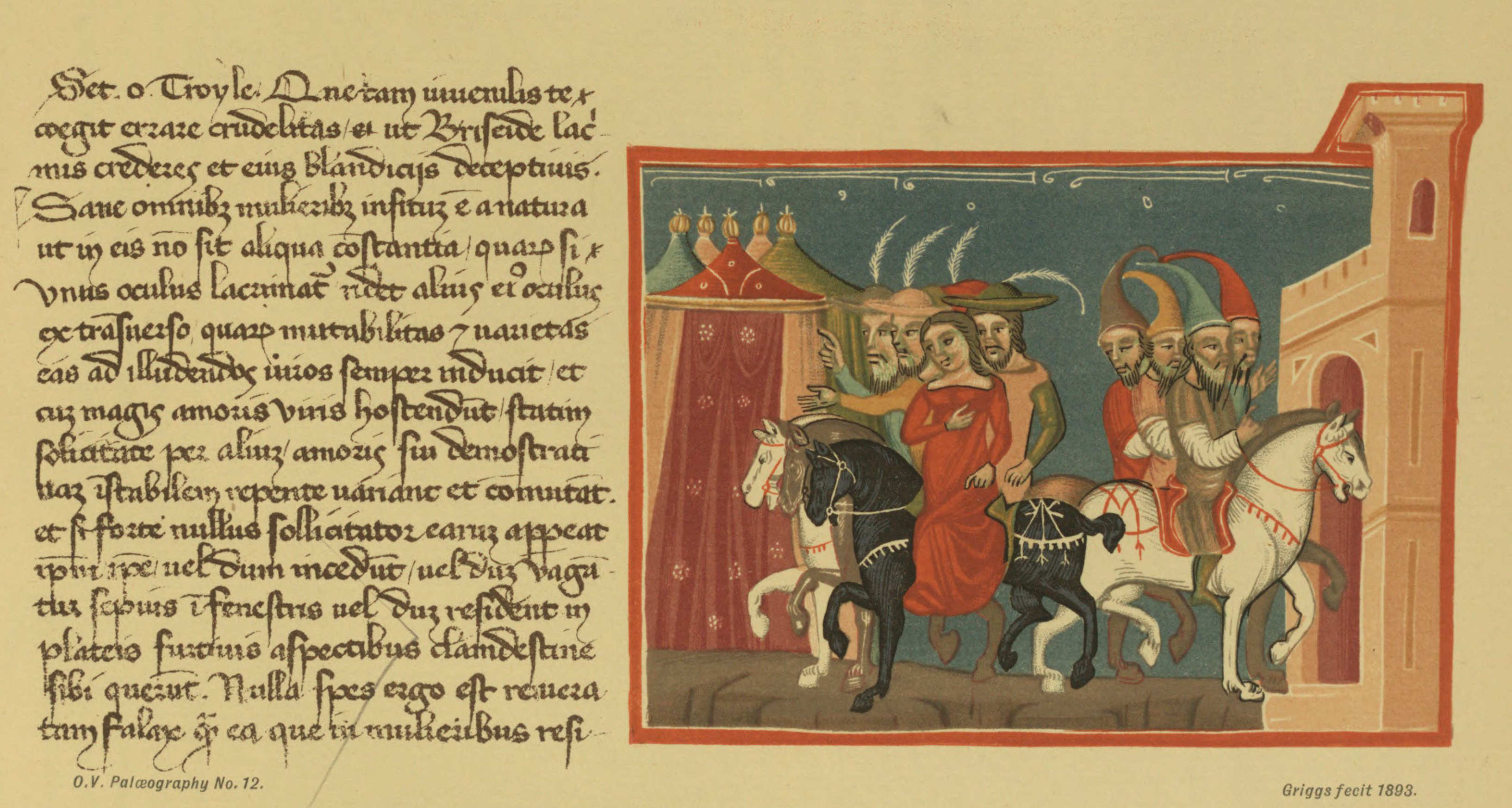
Una copia veneziana dell'opera, circa 1325

L'Historia destructionis Troiae ("Storia della distruzione di Troia") o Historia Troiana è una prosa narrativa in latino scritta da Guido delle Colonne, un autore siciliano e giudice di Messina durante il regno di Federico II di Svevia. La fonte principale dell'opera fu il romanzo cavalleresco in francese antico di Benoît de Sainte-Maure, il Roman de Troie. L'autore sostiene che la maggior parte dell'opera è stata scritta in 71 giorni dal 15 di Settembre al 25 di Novembre di un anno imprecisato e che l'opera intera fu completata ad un certo punto nel 1287. A causa di questa composizione frettolosa, l'opera è disordinata in certi punti e incline all'anacoluto. Alla Bibliotheca Bodmeriana di Cologny, in Svizzera, ne esiste un celebre manoscritto miniato da Giustino di Gheradino da Forlì.
Nei secoli successivi, comparirono diverse traduzioni dell'opera di Guido in catalano, napoletano, olandese, inglese, francese, polacco, ceco, tedesco e italiano:
- Històries troianes, tradotta in catalano da Jaume Conesa, nel 1367
- Libro de la destructione de Troya, in napoletano
- John Lydgate, Troy Book, scritte in inglese attorno al 1412-1420
- The gest hystoriale of the destruction of Troy, in inglese in metro allitterativo
- Jacques Milet, La destruction de la Troye, in francese
- Historia (...) o zburzeniu a zniszczeniu onego sławnego a znamienitego miastha y państwa trojańskiego, in polacco, pubblicata a Cracovia, 1563
- Historische, warhaffte und eigentliche Beschreibung von der alten Statt Troia, in tedesco, pubblicata a Basilea, 1599
- La storia della guerra di Troia, in italiano, pubblicata a Napoli, 1665

## Edizioni
- Guido delle Colonne, Historia destructionis Troiae, a cura di Griffin, N. E., Medieval Academy Books, vol. 26, Medieval Academy of America, 1936,  Cambridge.